# Jacob Blegvad

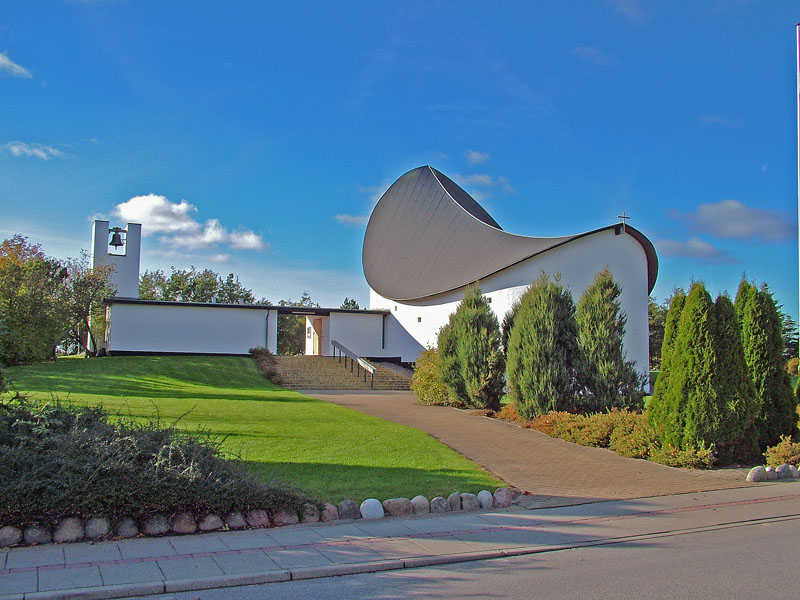
Strandby Kirke.

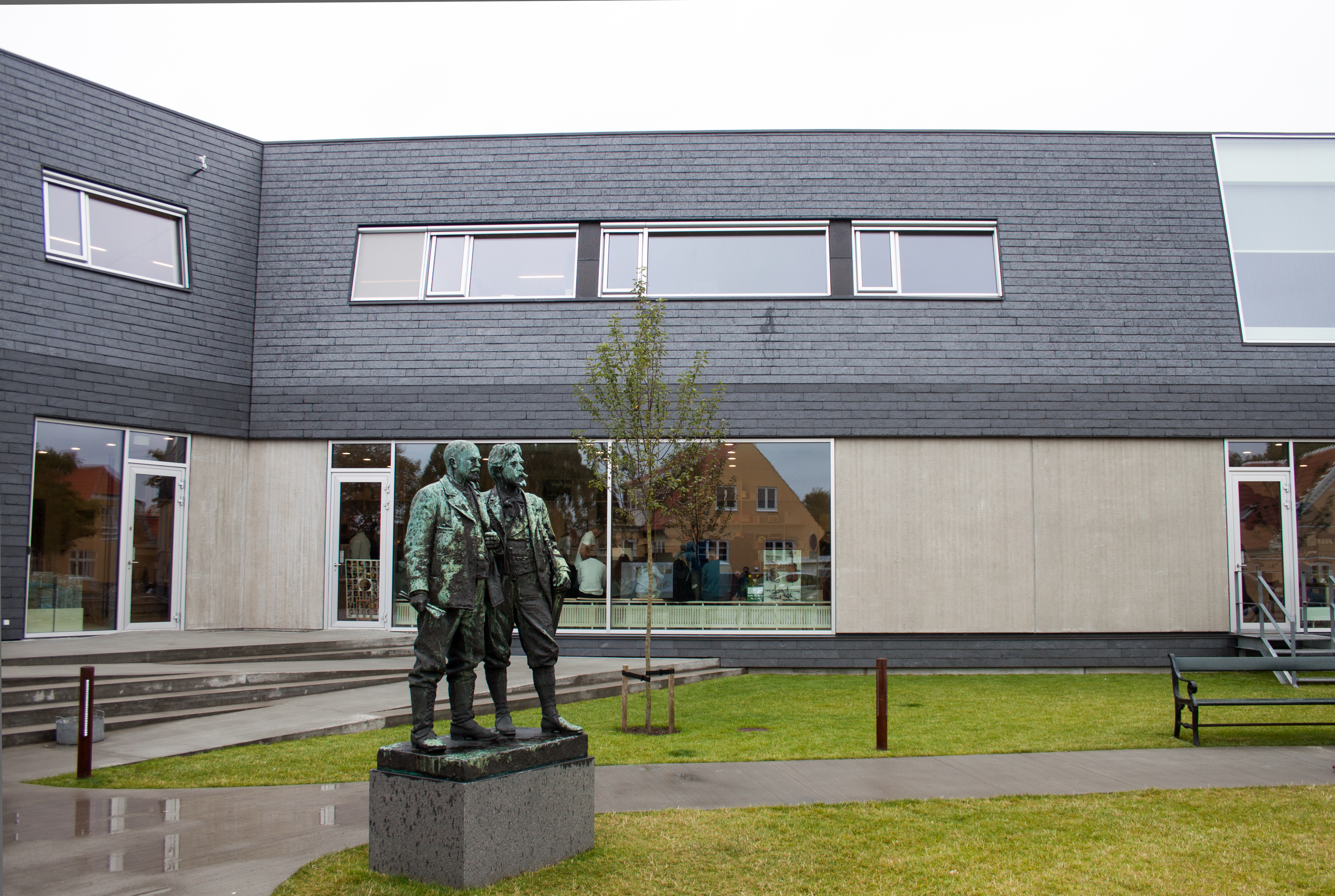
Tillbyggnad på Skagens Museum.

Jacob Michael Marstrand Blegvad, född 27 april 1921 i Köpenhamn i Danmark, död 3 september 2010, var en dansk arkitekt.
Jacob Blegvad var son till skulptören Julie Marstrand (1882–1943) och läkaren Niels Reinhold Blegvad. Efter realexamen 1938 blev han murargesäll 1942 och byggnadskonstruktör 1943. Han examinerades som arkitekt från Kunstakademiets Arkitektskole i Köpenhamn 1946. Under studietiden var han 1944–1946 anställd hos arkitekten Preben Hansen (1908–1989).
Han arbetade tillsammans med Torben Poulsen 1952–1963, hade egen arkitektbyrå 1963–1983 och drev Jacob Blegvad A/S i kompanjonskap med Poul Hvass, Henning Jensen och Anders Nielsen 1983–1991. Denna firma slogs 1991 ihop med Arkitektfirmaet C.F. Møller.
Jacob Blegvad ritade den 1965-1966 uppförda Strandby Kirke och tillbyggnaden på Skagens Museum. Han var statlig byggnadsinspektör för Nordjylland 1982–1991. I sina verk visar han mångsidiga tolkningar av modernismen.